# Chloeres simplex
Chloeres simplex är en fjärilsart som beskrevs av W. Warren 1899. Chloeres simplex ingår i släktet Chloeres och familjen mätare. Inga underarter finns listade i Catalogue of Life.